# Dreyling János
Dreyling János (? – 1683) bölcsészdoktor, jezsuita rendi tanár.

## Élete
Grazban mester, a Nagyszombati Egyetemen és Bécsben az ékesszólás tanára volt. A rendet 1673-ban elhagyta, világi pap lett és mint jubiláris miséspap hunyt el.

## Munkái
- Octo Heroes Theologici, totidum elogiis celebrati. Graecii, 1666.
- Palliati Philosophiae Heroes, sive in aere viventes statuae, lapidari colamo incisae. Tyrnaviae, 1671.